# Oskar Lagger

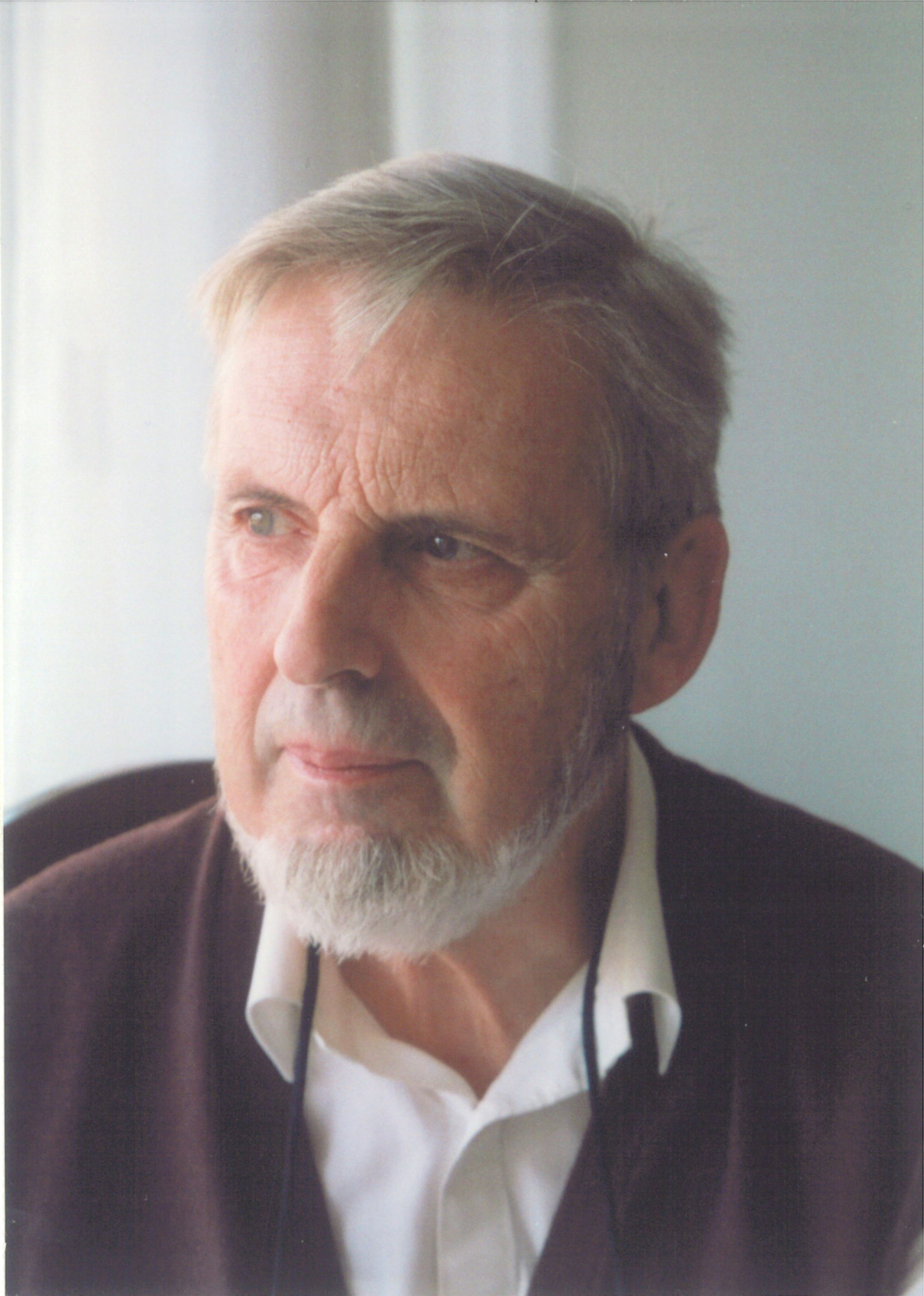
Oskar Lagger (2018)

Oskar Lagger (* 11. Februar 1934 in Münster, Wallis; † 14. Juli 2019 in Sitten (Wallis)) war ein Schweizer Komponist und Kapellmeister.

## Biographie
Oskar Lagger wuchs in der Kantonshauptstadt Sitten auf, wo er auch zur Schule ging und anschliessend das Kollegium Sitten besuchte, welches er 1956 mit der klassischen Matura (Englisch und Latein) abschloss. Von 1956 bis 1962 studierte er in Paris. An der École César Franck studierte Lagger Komposition und Gesang und schloss in beiden Fächern mit Diplom ab. Er studierte Musikwissenschaften an der Sorbonne, Orgel und Gregorianik am Institut de musique sacrée de l’Université catholique ebenfalls in Paris. Danach setzte er sein Gesangsstudium in Wien fort und machte sich dort mit der Zwölftonmusik vertraut.
Zum Schuljahr 1962/1963 wurde er als Musik- und Gesangslehrer an das deutschsprachige Lehrerseminar in Sitten berufen. Er unterrichtete ebenfalls am Priesterseminar und am Konservatorium in Sitten. Oskar Lagger setzte seine Gesangsstudien fort und nahm Unterricht bei Jakob Stämpfli, Paul Lohmann, Laura Sarti u. a.
Während 30 Jahren war Oskar Lagger Chorleiter an der Kathedrale Sitten. Von 1971 bis 1996 dirigierte er den Chor Pro Arte des Konservatoriums Sitten.
Von 1982 bis 1994 war Oskar Lagger Direktor des Konservatoriums Sitten, wo er sich für geringere Studiengebühren, verbesserte Anstellungsbedingungen der Lehrpersonen und eine Erhöhung der kantonalen Subventionen einsetzte. Während dieser Zeit war er auch als Jurymitglied an Sänger- bzw. Chortreffen tätig und fungierte als Prüfungsexperte an anderen Konservatorien.
Oskar Lagger war  mit Cécile Lagger-Nussbaum verheiratet. Das Paar hatte fünf Kinder.

### Musikalisches Schaffen
Das Ziel Oskar Laggers war die Förderung junger Talente, sei es als Lehrer am Lehrerseminar in Sitten oder als Lehrer und späterer Direktor am Konservatorium in Sitten. Unter anderen genossen Brigitte Balleys (Mezzosopran), Brigitte Fournier (Sopran) und Norbert Carlen (Bariton) bei Oskar Lagger ihre musikalische Ausbildung. Da am damaligen Lehrerseminar nur Männer unterrichtet wurden, schrieb er zu Volksliedern Sätze für den vierstimmigen Männerchor. Durch die gesangliche und musikalische Ausbildung der Lehrer am Lehrerseminar gab Lagger dem Chorgesang und der Schulmusik im Oberwallis wesentliche Impulse. Als musikalischer Leiter realisierte er mit den von ihm geleiteten Vereinen zahlreiche Konzerte als Chorleiter oder Solist.
Im Jahr 1971 gründete Oskar Lagger den Chor Pro Arte Sion, mit dem er ein breites Repertoire von barocker bis zeitgenössischer Chormusik erarbeitete, unter anderem Messen von Wolfgang Amadeus Mozart, Joseph Haydn, Franz Schubert und Giacomo Puccini, Kantaten von Johann Sebastian Bach, die Requiem von Johannes Brahms und Gabriel Fauré, Operetten von Jacques Offenbach und zeitgenössische Musik von Calmel, Tailefer und Carl Orff. Mit dem Chor trat Oskar Lagger an internationalen Chorwettbewerben auf.
Oskar Lagger war Mitglied und später Präsident der Musikkommission des Verbands Walliser Gesangvereine (VWG).

### Solistenkarriere
Oskar Lagger war als Sänger im In- und Ausland tätig. Seine solistische Tätigkeit als Bass führte ihn nach Frankreich, Deutschland, Italien, Polen und Südafrika.

## Kompositorisches Schaffen
Laggers Œuvre umfasst weltliche und kirchliche Lieder und Werke aber auch Arrangements für gemischten Chor, Kinder- und Männerchöre, mit Klavier-, Orgel- und/oder Orchesterbegleitung und Instrumentalmusik. Sein musikalisches Vorbild war Johann Sebastian Bach. Viele Kompositionen schrieb Lagger auf Texte in der Oberwalliser Mundart, insbesondere die Texte von Adolf Imhof, Hannes Taugwalder und Eduard Imhof inspirierten ihn zu seinen Kompositionen. Lagger bearbeitete auch fremde Chorwerke und passte sie den Möglichkeiten der von ihm dirigierten Chöre an.

## Auszeichnungen

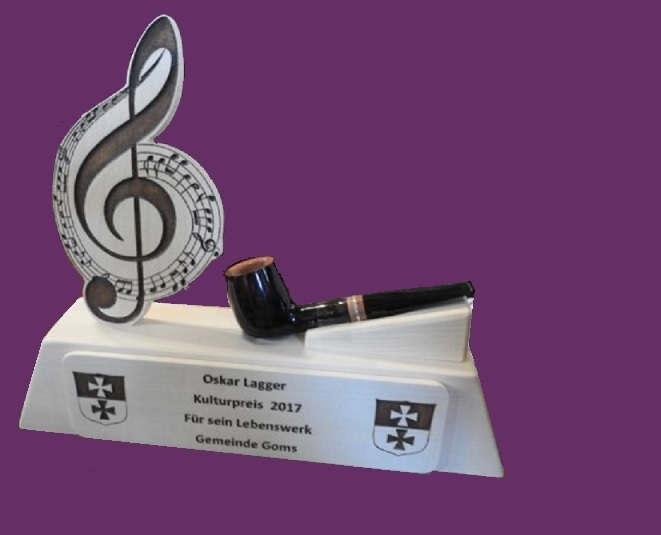
Kulturpreis der Gemeinde Goms an Oskar Lagger 2017